# Manpreet Kaur (hockey sur gazon)
Pour les articles homonymes, voir Kaur et Manpreet Kaur.
 (juin 2022).
Manpreet Kaur (en hindi : मनप्रीत कौर) née le 17 mai 1998, est une joueuse indienne de hockey sur gazon. Elle évolue au poste de défenseure au Railway Sports Promotion Board et avec l'équipe nationale indienne.

## Carrière
Elle a été appelée en équipe première pour concourir à la Ligue professionnelle 2021-2022 sans jouer le moindre match.

## Palmarès
- : 3e à la Ligue professionnelle 2021-2022.